# Gaston Mialaret
Gaston Mialaret, né le 10 octobre 1918 à Paris et mort le 30 janvier 2016 à Garches, est un pédagogue français, professeur à l'université de Caen. Il a contribué à l'établissement des sciences de l'éducation à l'université à partir de 1967.

## Parcours de formation et professionnel
Gaston Mialaret est élève-maître à l'école normale de Cahors, où il obtient le brevet supérieur et passe le baccalauréat. Il commence sa vie professionnelle comme instituteur à Figeac en 1939, tout en faisant des études de mathématiques à l'université de Toulouse. Après sa démobilisation, il est professeur de mathématiques au lycée d'Albi, où il est chargé d'organiser les classes nouvelles selon la démarche impulsée par Gustave Monod. En 1946, il se forme comme inspecteur à l'école normale supérieure de Saint-Cloud, obtient une licence de psychologie à la Sorbonne, puis il obtient un poste d'assistant à Saint-Cloud, où il organise le premier laboratoire de psychopédagogie, en 1948. Il est également chargé d'enseignement à l'Institut de psychologie de Paris. En 1957, il soutient deux thèses, l'une sur l'enseignement des mathématiques et l'autre consacrée à la formation des professeurs de mathématiques. 
Il est recruté, en 1953, à l'université de Caen, pour y développer l'enseignement de psychologie, en créant un cursus et une licence, avec un statut de chef de travaux, puis de professeur d'université, jusqu'en 1984. Il crée un laboratoire de psychopédagogie en 1956, puis, en 1967, sa chaire de psychologie devient une « chaire de sciences de l'éducation », après la création de cette discipline, à l'université devenant ainsi, avec Maurice Debesse, professeur à la Sorbonne et Jean Château, professeur de psychologie à l'université de Bordeaux, l'introducteur de cette discipline à l'université. Sous leur impulsion commune, les sciences de l'éducation s'institutionnalisent, à partir de 1969, comme la 70e section du Comité consultatif des universités, qui devient en 1987 le Conseil national des universités.

## Recherches et responsabilités éditoriales
Gaston Mialaret joue un rôle important dans le développement des sciences de l'éducation à l'université, publiant notamment plusieurs Que sais-je ? : La psychopédagogie, Les méthodes de recherche en sciences de l'éducation, Les sciences de l'éducation, Psychologie de l'éducation. Il a appartenu au comité de rédaction de la Revue française de pédagogie et est également le premier directeur du Bulletin de psychologie, durant une année.  
La revue Les Sciences de l'éducation - Pour l'Ère nouvelle est créée à Caen, son premier numéro est daté de janvier-mars 1967, précédant la création de la Revue française de pédagogie. Le choix de ce double nom constitue une référence à la fois au titre de la revue du GFEN, Pour l'Ère nouvelle et à la nouvelle discipline des sciences de l'éducation. 
Il assure, avec Maurice Debesse, la coordination du Traité des sciences pédagogiques, dont les 8 volumes paraissent de 1969 à 1978. Cette « tentative pionnière » s'efforce de présenter « d'une façon systématique et unifiée, une vision globale des savoirs sur l’éducation ». Elle est considérée comme un point de référence dans « l'affirmation des spécificités d’un champ d’investigation et d’une communauté scientifique orientés vers la production d’une connaissance sur les réalités éducatives, entendues comme un champ pluriel de pratiques, d’acteurs et d’institutions ».

## Responsabilités institutionnelles
Il préside le Groupe français d'éducation nouvelle (GFEN) de 1962 à 1969, prenant la succession d'Henri Wallon qui lui-même avait succédé à Paul Langevin. Il assure la direction du bureau international de l’éducation (UNESCO) à Genève (1987-1988). Il est invité d'honneur du colloque Quarante ans des sciences de l’éducation : l’âge de la maturité ? à l'université de Caen du 20 au 22 février 2007.
En 1971, il contribue à la création de l'association des enseignants-chercheurs en sciences de l’éducation (AECSE), qu'il préside de 1976 à 1982.

## Distinctions
- 1980 : commandeur dans l'ordre des Palmes académiques[13].
- 2014 : commandeur de la Légion d'honneur[14].

## Publications
- Psychopédagogie des moyens audiovisuels dans l'enseignement du premier degré, Paris, PUF, 1964
- Éducation nouvelle et monde moderne, Paris, PUF, 1966
- L'apprentissage de la lecture, Paris, PUF, 1966
- L'apprentissage des mathématiques, Bruxelles, Dessart, 1967
- Les méthodes de recherche en sciences de l'éducation, Paris, PUF, « Que sais-je ? », no 3699, 2004.
- Introduction aux sciences de l’éducation, Delachaux et Niestlé, UNESCO, 1985
- Pédagogie générale, Paris, PUF, 1991
- (co-direction) Histoire mondiale de l'éducation, avec Jean Vial, Paris, PUF, 1981, 4 volumes.
- Les sciences de l’éducation, Paris, PUF, « Que sais-je ? » no 1645, 11e édition, 2011.
- La psychopédagogie, Paris, PUF, « Que sais-je ? », no 2357, 5e édition, 2002.
- Psychologie de l'éducation, Paris, PUF, « Que sais-je ? », no 3475, 3e édition, 2011.
- Le Plan Langevin-Wallon, Paris, PUF, 1997
- Propos impertinents sur l’éducation actuelle, Paris, PUF, 2003
- Sciences de l’éducation : aspects historiques, problèmes épistémologiques, Paris, PUF, coll. «Quadrige», 2006
- Le nouvel esprit scientifique et les sciences de l'éducation, Paris, PUF, 2011
- Pour la recherche et la formation, Paris: L'Harmattan, 2013
- (dir.) Pour des états généraux de l'éducation, Paris: L'Harmattan, 2013
- Pour l'éducation - Recueil de quelques textes significatifs  sur les aspects actuels et souvent méconnus de l'éducation, Paris: L'Harmattan, 2012

### Hommages
- Louis Marmoz (dir.), Gaston Mialaret. L'éducateur, le pédagogue, le chercheur, Paris, Puf, 1993.
- « Gaston Mialaret : hommages et regards croisés », Les Sciences de l'éducation - Pour l'Ère nouvelle, 2016/3, vol. 49, p. 7-69, lire en ligne